# ファンスポット
ファンスポット(Fun Spot Amusement Park & Zoo)とは、アメリカ合衆国、インディアナ州アンゴラにある遊園地である。動物園と遊園地が一体となった施設である。2009年以降金融危機の影響で休園中。